# 燕尾蝶 下定愛的決心
燕尾蝶 下定愛的決心（ピン音：yàn wěi dié xià dìng ài de jué xīn、イェンウェイディェ シァディンアイドジュェシン）は、2004年9月9日に発売された梁静茹（フィッシュ・リョン）6作目のオリジナルアルバム。
2004年12月31日にはPVを収録したDVD版とVCD版が発売されている。

日本では『スワロウテイル バタフライ ～愛の決心～』というタイトルで2004年12月15日に発売された（CD版のみ）。

## 収録曲
1. 寧夏（静かな夏）
作詞:李正帆、作曲:李正帆
2. 給從前的愛（過去の愛） 
作詞:李正帆、作曲:阿牛
3. 燕尾蝶（スワロウテイル バタフライ）
作詞:五月天阿信、作曲:五月天阿信
4. 接受（受け入れるの）
作詞:阿管、作曲:林毅心
5. 我都知道（すべて知っているの）
作詞:姚若龍、作曲:陶喆
6. 我是幸福的（幸福）
作詞:姚若龍、作曲:李正帆
7. 別人的天長地久（ほかの誰かと）
作詞:陳沒、作曲:MOOL&YUGI
8. 茉莉花（ジャスミン）
作詞:姚若龍、作曲:李正帆
9. 中間（中間地点）
作詞:廖瑩如、作曲:潘協慶
10. L.I.E.（Love is everything）
作詞:林怡芬+陳沒、作曲:Kim Sung Tae
11. 純真
作詞:五月天阿信、作曲:五月天阿信